# Карпиловка (Прилукский район)
Карпи́ловка (укр. Карпилівка) — село в Прилукском районе Черниговской области Украины. Население 523 человека. Занимает площадь 4,194 км². Расположено на реке Галка с прудами.
Код КОАТУУ: 7425185001. Почтовый индекс: 17341. Телефонный код: +380 4639.

## Власть
Орган местного самоуправления — Сребнянская поселковая община. Почтовый адрес: 17300, Черниговская обл., Прилукский р-н, пгт Сребное, ул. Мира, 43а.

## История
Село входило в Сребнянскую сотню Прилукского полка, а с 1781 года в Глинский уезд Черниговского наместничества
В ХІХ столетии слобода Карпиловка было в составе Берёзовской волости Прилукского уезда Полтавской губернии. В селе была Рождество-Богородицкая церковь.
Есть на карте 1812 года.
В 1862 году в владельческом селе Карпи́ловка была церковь, 2 завода и 405 дворов где жило 2508 человек (1197 мужского и 1311 женского пола)
В 1911 году в селе Карпи́ловка была Рождества Богородицы церковь, министерская и 2 земские школы и жило 3306 человека (1673 мужского и 1633 женского пола)